# Sherjill Mac-Donald
Sherjill Jermaine Mac-Donald (Amsterdam, 20 november 1984) is een Nederlandse voetballer van Surinaamse afkomst die als aanvaller speelt.

## Carrière

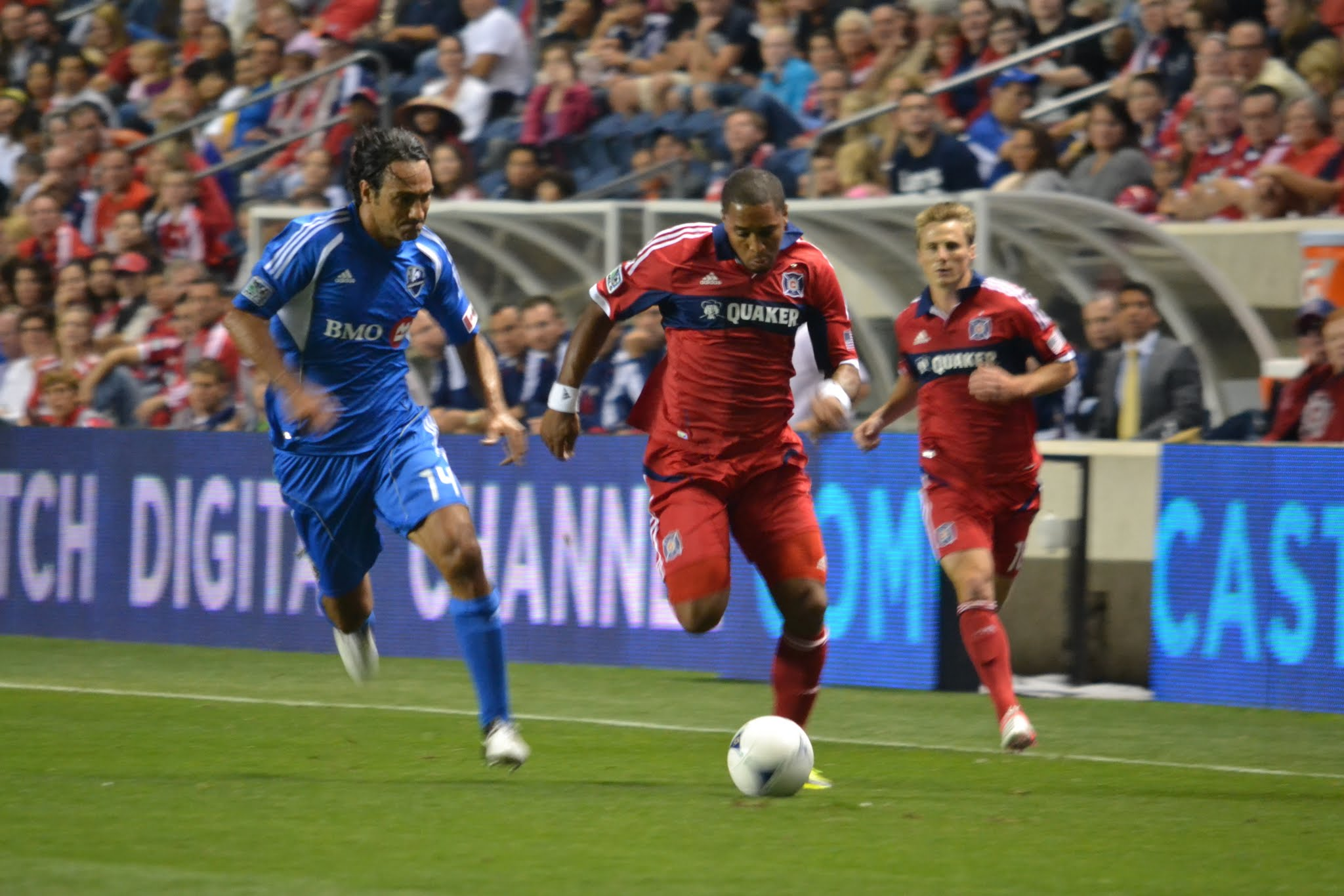
Mac-Donald in actie tegen Alessandro Nesta van Montreal Impact

### Jeugd en Anderlecht
Mac-Donald kreeg zijn opleiding als professioneel voetballer bij Ajax dat hem in 1998 weghaalde bij De Volewijckers. In 2001 werd hij door de Belgische club RSC Anderlecht naar de zuiderburen gehaald samen met een ander Ajax-talent, Sergio Hellings. In de vijf seizoenen dat hij in Brussel speelde werd hij uitgeleend aan Heracles, waar hij aan 17 wedstrijden en 4 goals kwam,  en Hamburger SV waar hij 22 wedstrijden speelde en 4 goals maakte.

### AGOVV en West Brom
In 2006 verliet hij België om in de Eerste divisie te gaan spelen, bij AGOVV Apeldoorn. Daar werd hij in 2007 tweemaal uitgeleend aan West Bromwich Albion, en maakte in 2008 voor 2,5 jaar de definitieve overstap naar Engeland voor 200.000 pond. Van 2008 tot 2009 speelde hij 5 wedstrijden voor West Bromwich Albion. In 2008 werd hij uitgeleend aan Hereford United. Hier speelde hij 7 wedstrijden en scoorde 6 goals. In 2009 werd hij uitgeleend aan de Belgische eersteklasser KSV Roeselare. Hij maakte hier indruk en speelde 16 wedstrijden en scoorde 6 goals. Mede door hem kon Roeselare dat jaar eerste klasse overleven.

### Beerschot
Door zijn goede prestaties bij Roeselare kon hij in België blijven omdat eersteklasser Germinal Beerschot hem kocht. Mac-Donald begon zeer sterk bij de club en dit leidde tot interesse van de Belgische topclub Standard Luik. Ondanks de interesse van Standard besloot hij bij Germinal Beerschot te blijven. Van 2009 tot 2011 speelde hij 48 wedstrijden waarin hij 8 keer scoorde. In 2011 veranderde de naam van Germinal Beerschot naar Beerschot AC. Van 2011 tot 2012 speelde hij nog 85 wedstrijden voor Beerschot waarin hij 15 keer scoorde.

### Chicago Fire
In 2012 versierde hij een transfer naar het Amerikaanse Chicago Fire. Hij ging er met het nummer 8 spelen. Hij maakte zijn debuut voor Chicago tegen San Jose Earthquakes. Zijn eerste goal maakte hij tegen New England Revolution. In zijn eerste seizoen kwam hij aan 15 wedstrijden en 4 goals. Na een vrij succesvol eerste seizoen bij Chicago ging het in het tweede seizoen een stuk minder goed met Mac-Donald. Hij zag zijn speeltijd verminderen en gaf aan desnoods een andere club te willen zoeken voor meer speeltijd.

### Westerlo
In augustus 2013 tekende Mac-Donald bij KVC Westerlo, dat hem voor het seizoen 2015/2016 verhuurde aan Sparta Rotterdam. Hij won met de club uit Rotterdam-West de titel in Jupiler League, waardoor Sparta na zes jaar terugkeerde in de Eredivisie.

### Almere City FC en Busan IPark
Eind augustus 2016 tekende Mac-Donald een tweejarig contract bij Almere City FC. In 2018 ging hij naar Busan IPark in Zuid-Korea. Daar kwam hij echter nauwelijks aan bod en begin 2019 ging hij meetrainen met het Belgische KFC Lille. Voor die club debuteerde hij op 9 maart 2019 in de 1e provinciale Antwerpen tegen KFC De Kempen Tielen-Lichtaart met een doelpunt.

## Internationaal

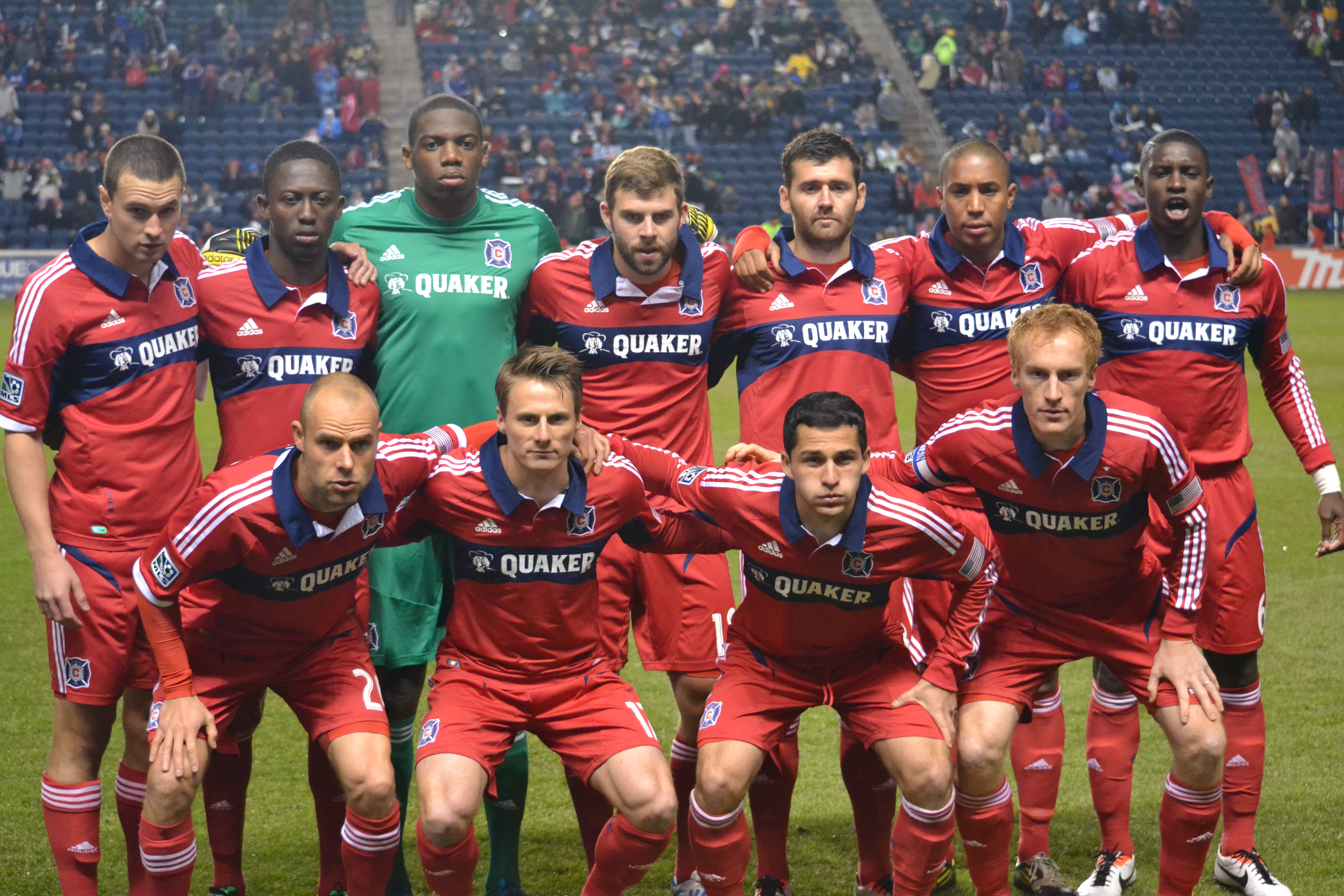
Mac-Donald in de basisopstelling van Chicago Fire (bovenste rij, tweede van rechts)

Met het Nederlands voetbalelftal onder 17 nam hij deel aan het Europees kampioenschap in 2001. Mac-Donald speelde voor de Nederlandse jeugdselecties van onder 16 tot onder 21.

## Statistieken[5]
| seizoen | club                      | land             | competitie                   | wed. | goals |
| ------- | ------------------------- | ---------------- | ---------------------------- | ---- | ----- |
| 2001/02 | RSC Anderlecht            | België           | Jupiler League               | 11   | 1     |
| 2002/03 | RSC Anderlecht            | België           | Jupiler League               | 11   | 1     |
| 2003/04 | RSC Anderlecht            | België           | Jupiler League               | 7    | 1     |
| 2004/05 | → Heracles Almelo         | Nederland        | Eerste divisie               | 17   | 4     |
| 2005/06 | → Hamburger SV II         | Duitsland        | Regionalliga Nord            | 22   | 4     |
| 2006/07 | AGOVV Apeldoorn           | Nederland        | Eerste divisie               | 11   | 5     |
| 2006/07 | → West Bromwich Albion FC | Engeland         | Football League Championship | 11   | 0     |
| 2007/08 | AGOVV Apeldoorn           | Nederland        | Eerste divisie               | 10   | 6     |
| 2007/08 | → West Bromwich Albion FC | Engeland         | Football League Championship | 15   | 0     |
| 2007/08 | → Hereford United         | Engeland         | Football League Two          | 7    | 6     |
| 2008/09 | West Bromwich Albion FC   | Engeland         | Football League Championship | 6    | 0     |
| 2009    | KSV Roeselare             | België           | Jupiler League               | 22   | 10    |
| 2009/10 | Germinal Beerschot        | België           | Jupiler League               | 31   | 5     |
| 2010/11 | Germinal Beerschot        | België           | Jupiler League               | 23   | 4     |
| 2011/12 | Beerschot AC              | België           | Jupiler League               | 38   | 7     |
| 2012    | Chicago Fire              | Verenigde Staten | Major Soccer League          | 15   | 4     |
| 2013    | Chicago Fire              | Verenigde Staten | Major Soccer League          | 14   | 0     |
| 2013/14 | KVC Westerlo              | België           | Tweede klasse                | 32   | 15    |
| 2014/15 | KVC Westerlo              | België           | Eerste klasse                | 13   | 1     |
| 2015/16 | Sparta                    | Nederland        | Eerste divisie               | 18   | 2     |
| 2016/17 | Almere City               | Nederland        | Eerste divisie               | 36   | 8     |
| 2017/18 | Almere City               | Nederland        | Eerste divisie               | 29   | 7     |
|         |                           |                  | Totaal                       | 405  | 92    |